# Llista de monuments de Riudaura
Llista de monuments de Riudaura inclosos en l'Inventari del Patrimoni Arquitectònic Català pel municipi de Riudaura (Garrotxa). Inclou els inscrits en el Registre de Béns Culturals d'Interès Nacional (BCIN) amb la classificació de monuments històrics, els Béns Culturals d'Interès Local (BCIL) de caràcter immoble i la resta de béns arquitectònics integrants del patrimoni cultural català.
| Monument                                            | Protecció    | Estil/època                   | Localització                                                                       | Coordenades                                          | Codi?         | Imatge |
| --------------------------------------------------- | ------------ | ----------------------------- | ---------------------------------------------------------------------------------- | ---------------------------------------------------- | ------------- | --- |
| Torre Rodona                                        | BCIN 1372-MH | Romànic, gòtic XII-XIII       | Riudaura Pl. de l'Església                                                         | 42° 11′ 16″ N, 2° 24′ 30″ E / 42.187681°N,2.408472°E | RI-51-0006048 | Torre Rodona (Riudaura) · Vegeu més fotos d'aquest monument · Carregueu una nova foto d'aquest monument                                        |
| Carrer de Rompeculs                                 | BCIL 2012    | Obra popular XVIII            | Riudaura C. de la Terrica                                                          | 42° 11′ 17″ N, 2° 24′ 26″ E / 42.187924°N,2.407179°E | IPA-10123     | Carrer de Rompeculs (Riudaura) · Vegeu més fotos d'aquest monument · Carregueu una nova foto d'aquest monument                                 |
| Can Bataller                                        | BCIL 2012    | Obra popular XVII             | Riudaura C. Joan Castanyer i Massegur, 7                                           | 42° 11′ 21″ N, 2° 24′ 24″ E / 42.189048°N,2.406799°E | IPA-10124     | Can Bataller (Riudaura) · Vegeu més fotos d'aquest monument · Carregueu una nova foto d'aquest monument                                        |
| Can Bagó                                            | BCIL 2012    | Obra popular XIX              | Riudaura Pl. Gambeto, 2                                                            | 42° 11′ 20″ N, 2° 24′ 23″ E / 42.188925°N,2.406522°E | IPA-10126     | Can Bagó (Riudaura) · Vegeu més fotos d'aquest monument · Carregueu una nova foto d'aquest monument                                            |
| Casa al carrer d'Olot, 7                            |              | Obra popular XVIII            | Riudaura C. d'Olot, 7                                                              | 42° 11′ 20″ N, 2° 24′ 28″ E / 42.188806°N,2.407903°E | IPA-10128     | Carregueu una nova foto d'aquest monument |
| Casa al carrer d'Olot, 5                            |              | Obra popular XVIII            | Riudaura C. d'Olot, 5                                                              | 42° 11′ 20″ N, 2° 24′ 28″ E / 42.188799°N,2.407794°E | IPA-10129     | Carregueu una nova foto d'aquest monument |
| Casa al carrer d'Olot, 3                            |              | Obra popular XVIII            | Riudaura C. d'Olot, 3                                                              | 42° 11′ 20″ N, 2° 24′ 28″ E / 42.188780°N,2.407704°E | IPA-10130     | Carregueu una nova foto d'aquest monument |
| Casa al carrer d'Olot, 1                            |              | Obra popular XVIII            | Riudaura C. d'Olot, 1                                                              | 42° 11′ 20″ N, 2° 24′ 27″ E / 42.188775°N,2.407604°E | IPA-10131     | Carregueu una nova foto d'aquest monument |
| Casa de Bel                                         | BCIL 2012    | Obra popular XVIII            | Riudaura C. Joan Castanyer i Massegur, 17                                          | 42° 11′ 21″ N, 2° 24′ 27″ E / 42.189029°N,2.407408°E | IPA-10132     | Carregueu una nova foto d'aquest monument |
| Can Barretina                                       | BCIL 2012    | Obra popular                  | Riudaura En un costat lateral de la pl. del Gambeto, pròxim al casal de Can Casula | 42° 11′ 19″ N, 2° 24′ 26″ E / 42.188676°N,2.407132°E | IPA-10135     | Carregueu una nova foto d'aquest monument |
| Casa al carrer Joan Castañer, 11                    |              | Obra popular XVIII            | Riudaura C. Joan Castañer Massegur, 11                                             | 42° 11′ 21″ N, 2° 24′ 26″ E / 42.189030°N,2.407131°E | IPA-10136     | Carregueu una nova foto d'aquest monument |
| Can Cassaula                                        |              | Obra popular                  | Riudaura Pl. del Gambeto, 9                                                        | 42° 11′ 19″ N, 2° 24′ 23″ E / 42.188641°N,2.406461°E | IPA-10137     | Can Cassaula (Riudaura) · Vegeu més fotos d'aquest monument · Carregueu una nova foto d'aquest monument                                        |
| Casa a la plaça del Gambeto, 13                     |              | Obra popular XVIII            | Riudaura Pl. del Gambeto, 13                                                       | 42° 11′ 19″ N, 2° 24′ 24″ E / 42.188531°N,2.406631°E | IPA-10138     | Carregueu una nova foto d'aquest monument |
| Can Corda                                           | BCIL 2012    | Obra popular XVIII            | Riudaura Pl. del Gambeto, 14                                                       | 42° 11′ 19″ N, 2° 24′ 24″ E / 42.188511°N,2.406680°E | IPA-10139     | Carregueu una nova foto d'aquest monument |
| Can Cuell                                           | BCIL 2012    | Obra popular                  | Riudaura Pl. del Gambeto, 15                                                       | 42° 11′ 19″ N, 2° 24′ 24″ E / 42.188474°N,2.406756°E | IPA-10140     | Carregueu una nova foto d'aquest monument |
| Can Miranda                                         |              | Obra popular                  | Riudaura Pl. del Gambeto, 17                                                       | 42° 11′ 18″ N, 2° 24′ 25″ E / 42.188416°N,2.406899°E | IPA-10141     | Carregueu una nova foto d'aquest monument |
| Casa al carrer de la Terrica i carrer de l'Església |              | Obra popular XVII             | Riudaura C. Terrica - c. Església                                                  | 42° 11′ 16″ N, 2° 24′ 28″ E / 42.187643°N,2.407657°E | IPA-10142     | Casa al carrer de la Terrica i carrer de l'Església (Riudaura) · Vegeu més fotos d'aquest monument · Carregueu una nova foto d'aquest monument |
| Masia de Can Roquer                                 | BCIL 2012    | Obra popular XVIII            | Riudaura Costat de Can Bagó                                                        | 42° 11′ 44″ N, 2° 24′ 10″ E / 42.195619°N,2.402710°E | IPA-10143     | Carregueu una nova foto d'aquest monument |
| Església parroquial de Santa Maria de Riudaura      | BCIL 2012    | Neoclassicisme XVIII          | Riudaura Puig de l'Església                                                        | 42° 11′ 15″ N, 2° 24′ 31″ E / 42.187619°N,2.408671°E | IPA-10144     | Església parroquial de Santa Maria de Riudaura · Vegeu més fotos d'aquest monument · Carregueu una nova foto d'aquest monument                 |
| Sepultura de la família Roquer                      |              | Eclecticisme XIX Final        | Riudaura Costat de l'església de Santa Maria                                       | 42° 11′ 15″ N, 2° 24′ 31″ E / 42.187463°N,2.408518°E | IPA-10151     | Sepultura de la família Roquer (Riudaura) · Vegeu més fotos d'aquest monument · Carregueu una nova foto d'aquest monument                      |
| Creu de l'entrada al cementiri de Riudaura          |              | Obra popular XVIII            | Riudaura Entrada del cementiri                                                     | 42° 11′ 15″ N, 2° 24′ 30″ E / 42.187600°N,2.408307°E | IPA-10152     | Creu de l'entrada al cementiri de Riudaura · Vegeu més fotos d'aquest monument · Carregueu una nova foto d'aquest monument                     |
| Ermita de Sant Joan                                 |              | Romànic XII, XVIII            | Riudaura Paratge de Joan                                                           | 42° 10′ 16″ N, 2° 23′ 42″ E / 42.171207°N,2.394864°E | IPA-10153     | Ermita de Sant Joan (Riudaura) · Vegeu més fotos d'aquest monument · Carregueu una nova foto d'aquest monument                                 |
| Pont de Ridaura                                     |              | Obra popular XVII             | Riudaura Sobre la riera de Riudaura                                                | 42° 11′ 16″ N, 2° 24′ 39″ E / 42.187836°N,2.410878°E | IPA-36918     | Pont de Ridaura · Vegeu més fotos d'aquest monument · Carregueu una nova foto d'aquest monument                                                |
| Plaça del Gambeto                                   | BCIL 2012    |                               | Riudaura Pl. del Gambeto                                                           | 42° 11′ 19″ N, 2° 24′ 25″ E / 42.188551°N,2.406876°E | IPA-41849     | Plaça del Gambeto (Riudaura) · Vegeu més fotos d'aquest monument · Carregueu una nova foto d'aquest monument                                   |
| Can Mau                                             | BCIL 2012    | Obra popular                  | Riudaura C. Terrica, 21                                                            | 42° 11′ 16″ N, 2° 24′ 27″ E / 42.187777°N,2.407372°E | IPA-41851     | Can Mau (Riudaura) · Vegeu més fotos d'aquest monument · Carregueu una nova foto d'aquest monument                                             |
| Can Duch                                            | BCIL 2012    | Obra popular XVII-XVIII       | Riudaura C. Olot, 8                                                                | 42° 11′ 20″ N, 2° 24′ 29″ E / 42.188787°N,2.408152°E | IPA-41852     | Carregueu una nova foto d'aquest monument |
| Pallissa de Can Bagó                                | BCIL 2012    | Obra popular                  | Riudaura C. Joan Castanyer Massegur                                                | 42° 11′ 21″ N, 2° 24′ 23″ E / 42.18919°N,2.40635°E   | IPA-41853     | Carregueu una nova foto d'aquest monument |
| El Molinot                                          | BCIL 2012    |                               | Riudaura                                                                           | 42° 14′ 34″ N, 2° 27′ 44″ E / 42.242800°N,2.462104°E | IPA-41854     | El Molinot (Riudaura) · Vegeu més fotos d'aquest monument · Carregueu una nova foto d'aquest monument                                          |
| Can Quel                                            | BCIL 2012    | Obra popular XVIII            | Riudaura                                                                           | 42° 11′ 11″ N, 2° 25′ 06″ E / 42.18647°N,2.41846°E   | IPA-41855     | Carregueu una nova foto d'aquest monument |
| Centre Cultural                                     |              | Darreres tendències 1994-1999 | Riudaura Pl. dels Tiradors, 1                                                      | 42° 11′ 18″ N, 2° 24′ 32″ E / 42.188300°N,2.408825°E | IPA-46546     | Centre Cultural (Riudaura) · Vegeu més fotos d'aquest monument · Carregueu una nova foto d'aquest monument                                     |